# 강웅
강웅(1986년 5월 17일 ~ )은 전 대한민국의 남자 배구 선수로, 천안 현대캐피탈 스카이워커스 소속의 리베로였다. 2008-2009 시즌 드래프트에서 3라운드 1순위로 천안 현대캐피탈 스카이워커스에 입단하였다.

## 출신학교
- 1999년 ~ 2002년 고흥과역중학교
- 2002년 ~ 2005년 벌교제일고등학교
- 2005년 ~ 2009년 홍익대학교